# Шинкарёв, Всеволод Кузьмич
Всеволод Кузьмич Шинкарёв — участник революционных событий в Челябинске, прапорщик, начальник Челябинской уездной милиции, городской голова Челябинска с 1917 по 1918 год.
В апреле 1917 года вступил в местную организацию партии социалистов-революционеров, весной того же года был назначен начальником Челябинской уездной милиции. Поддерживал большевиков, осенью 1917 года участвовал в выборах в городскую Думу от партии социалистов-революционеров. На заседании Думы 23 сентября 1917 года был избран городским головой. На этом посту приложил много усилий для приведения городского хозяйства в надлежащее состояние и обеспечения жителей продовольствием; налаживал работу органов здравоохранения и образования. После прихода к власти большевиков и левых эсеров прервал начатую работу. В период ноябрьского кризиса 1917 года занял сторону Совета рабочих, красноармейских, крестьянских и казачьих департаментов. В марте 1918 года возглавил совместно с С. Р. Варавиным и В. А. Аннельским отдел коммунистического хозяйства, образованный из городской управы. Отдел работал до начала июня 1918 года; был ликвидирован по приказу начальника Военного совета Челябинского гарнизона Н. Г. Сорочинского. С 3 июня того же года возобновилась работа городской Думы и управы, но Шинкарёва в их составе уже не было.